# Криваве Різдво (1963)
Криваве Різдво (тур. Kanlı Noel) — спалах релігійного та етнічного насилля між громадами греків-кіпріотів та турків-кіпріотів під час кризи 1963—1964 років. Події розпочались вночі 21 грудня 1963 у місті Нікосія, в наступні дні насилля поширилось на весь острів.
В результаті загинуло 364 кіпріотів-турків і 174 кіпріотів-греків. Приблизно чверть турецького населення острова — 25 000 осіб, що проживали у 103 селах, були змушені покинути свої оселі і були переміщені в анклави. Їх домівки були розграбовані та зруйновані, кількість сплюндрованих будинків йшла на тисячі.
Крім турків кіпріотів також було переміщено 1200 кіпріотів-вірмен і 500 кіпріотів-греків. Насильство призвело до припинення представництва турецьких кіпріотів у Республіці Кіпр.
Найчастіше термін «Криваве Різдво» використовується у турецько-кіпріотській та турецькій історіографії, але використання не обмежується лише цими джерелами.
Офіційна греко-кіпріотська та грецька історіографія розглядає події грудня 1963 року як повстання турецької меншини проти законного уряду Республіки Кіпр і використовують термін Tourkantarsia — турецький бунт.

## Історичне тло
Дивись: Кіпрський конфлікт

## Хронологія подій

### 21 грудня

#### Інцидент
Достеменно відомо, що 21 грудня 1963 року в Нікосії приблизно о 02:30 поліцейські з греків-кіпріотів зупинили кількох турків-кіпріотів для перевірки документів. Між ними виник конфлікт, який закінчився смертю двох турків та став початком чергового міжетнічного конфлікту. Втім, обидві сторони мають свої версії цих подій.

#### Версія міністерства внутрішніх справ (греків-кіпріотів)
За версією, що МВС Кіпру поширило наступного дня, події розвивалися наступним чином — поліцейський патруль зупинив групу турків-кіпріотів для звичайної перевірки документів. Ті відмовилися і між ними та поліцією почалася сварка. Оскільки події відбувалися на межі з турецьким кварталом міста, то офіцерів оточив агресивний натовп чисельністю у 150 осіб. В якийсь момент невідомий з натовпу відкрив вогонь по поліцейським. Вогнем у відповідь поліція застрелила Зака Халіля, турецького молодика у віці 25 років, літня жінка отримала смертельні поранення і померла у лікарні. Один співробітник поліції отримав важкі поранення.
Згодом, приблизно о 03:20 поліцейські, що ще перебували на місці злочину, були обстріляні з автоматичної зброї невідомими на автівці. Поліція відкрила вогонь у відповідь, але зловмисникам вдалося зникнути. Один співробітник отримав легкі поранення. Незабаром, неподалік був знайдений кинутий автомобіль з кульовими отворами.

#### Версія турецької громади
Представники турецького самоуправління опублікували свою версію — для перевірки документі групу турків-кіпріотів зупинили не звичайні поліцейскі, а позаштатний іррегулярний підрозділ Special Branch сформований з бойовиків ЕОКА. Крім перевірки документів вони зажадали обшукати турків, в тому числі жінок. Офіцери поліції відмовилися показати ордер на обшук, тому турки згодилися на обшук лише у приміщенні поліцейскої дільниці, де персональний обшук міг провести жіночій персонал. Зібрався натовп чисельністю приблизно у 20 осіб, який оточив патруль. Останні викликали допомогу з відділення.
Співробітники поліції, які прибули на допомогу, побачивши турецький натовп навколо своїх колег, відкрили вогонь на враження, застреливши двох і поранивши трьох турків. Після того, як натовп розсіявся, поліцейські обстріляли декілька автівок, що проїжджали повз зі сторону турецького кварталу. Турецька сторона заперечила будь-яке насилля щодо представників поліції та спростувала інформацію про поранення співробітників поліції.

#### Подальший розвиток подій
Протягом решти дня 21 грудня сталося більше десятка зіткнень між турками-кіпріотами та поліцією: за повідомленнями МВС, учні Турецького Ліцею закидали бруківкою та пляшками поліцейський супровід міністра зв'язку; фіксувалися випадки насилля як проти греків-кіпріотів, так і проти турків-кіпріотів. Цього ж для президент Макаріос публічно заявив про визнання урядом нікчемним Договір про Гарантії, який гарантував право Туреччині на військовий захист турецької громади острова.
У підсумку за перший день загинуло дві особи, поранення отримали вісім.

### 22 грудня
Уряд оголосив загальну мобілізацію поліцейських сил та жандармерії.
В першій половині дня президент Кіпру архієпископ Макаріос та віце-президент доктор Куджук (представник турецької громади) зустрілися аби обговорити поточну ситуацію. Під час зустрічі, з огнестрельної зброї була обстріляна автівка в якій їхала родина турків-кіпріотів. Керівники виїхали до місця інциденту та разом закликали звідти до миру. Але насилля вже було не зупинити.
У поселенні Айзос Созоменос з мисливської зброї був обстріляний патруль жандармерії, всі п'ять членів патруля були поранені.
Вулиці Нікосії заполонили озброєні греки-мілітанти з ЕОКА, до яких долучалися співробітники поліції. Уряд відключив телефонний та телеграфний зв'язок у турецьких кварталах міст, поліція взяла під контроль міжнародний аеропорт Нікосії.

### 23 грудня
23 грудня було досягнуто домовленості про припинення вогню між Макаріосом III та керівництвом турецьких кіпріотів, але перемир'я не протрималося і кількох годин. Підрозділи ЕОКА на чолі з Нікосом Сампсоном після кілька годинного бою захопили пригород Нікосії — Оморфіта. Греки використовували бульдозер з додатковим бронюванням, який служив їм за танк. Потім, за допомогою цього бульдозера у селищі було знесено щонайменше 50 турецьких будинків, ще 200 були пошкоджені. Цивільне турецьке населення пригороду частково втекло, а частково було перетворене на заручників.
Стрілянина у Нікосії продовжувалася весь день, загинуло щонайменше 10 осіб, не менше 20 отримали поранення.
В місті Ларнака в турецькому кварталі турками був поранений британський військовий, який був вдягнений у цивільний одяг — турецька міліція прийняла його за грецького бойовика.
У місті Фамагуста офіцер поліції турок з кількома підручними здійснив невдалу спробу захопити вогнепальну зброю.
З міст насилля розтеклося по селах — грецькі парамілітарні формування насиллям змушували турків-кіпріотів зі змішаних або грецьких сіл втікати до турецьких анклавів. Наприклад, 23 грудня все турецьке населення (208 осіб) змішаного села Матіатіс були змушені назавжди покинули свої домівки і втекли до найближчих турецьких сіл.

### 24 грудня
24 грудня уряди Туреччини, Греції та Великої Британії спільно закликали сторони конфлікту зупинити насилля. Але незважаючи на це, насилля на острові ширилося все сильніше та сильніше. Дві події цього дня стали сумною візиткою карткою Кривавого різдва.

#### «Вбивство у ванній (bathtube murder)»
Будинок турецького військового лікаря лейтенанта Ніхата Ільхана (Nihat Ilhan) знаходився в Нікосії, неподалік від річки Педіесу, русло якої було одним з епіцентрів бойових дій у місті. Ввечері, коли Ніхат Ільхан був на службі, його родина та родина орендодавця Хасана сховалися у ванній кімнаті від випадкових куль, що почали залітали в будинок зі сторони ріки. Через деякий час у будинок ввійшла група грекомовних озброєних чоловіків та розстріляла у ванній кімнаті його дружину Мюрювет 37 років і дітей: Мюрата 6 років, Кудсі 4 роки і Хакан 6 місяців. Також була вбита дружина власника будинку — Фаріде Хасан, а сам Юсуф Хасан (Hasan Yusuf Gudum) був важко поранений. А вся історія в деталях відома з його слів.
Грецька сторона відкидає звинувачення у цьому вбивстві, аргументуючи тим, що оповідь Юсуфа Хасана має нестиковки. За їх версією вбивство здійснили бойовики Турецької організації опору заради медійного ефекту.
Зараз будинок знаходиться в турецькій частині Нікосії, в ньому розташований «Музей Варварства» присвячений подіям 1963—1967 років.

#### Вбивства у селі Айзос Василіос (Ayios Vasilios)
Цього ж дня грецькі парамілітарні формування увійшли у село на Айзос Василіос. Цього разу, крім примусового виселення турецького населення, грецькі бойовики стратили кілька десятків місцевих мешканців. Братська могила була ексгумована через три тижні, 12 січня 1964. Ексгумація проводилася в присутності іноземних кореспондентів, офіцерів Британської армії та працівників Червоного хреста. В могилі були знайдені тіла 21-го турка-кіпріота, деякі тіла були зі зв'язаними руками, деякі — зі слідами тортур.

### 25 грудня
У день Різдва стрілянина у Нікосії почалося з 01:00 і продовжувалася весь день, насилля не вщухало і по всьому острову — грецькі парамілітарні формування продовжували етнічні чистки грецьких та змішаних сіл, змушуючи турецьке населення полишати домівки і рятуватися втечею. Насилля поширилося на місто Лімасол, грецькі формування здійснили спробу захоплення турецького кварталу. Ні поліція, ні жандармерія не змогли нічого зробити для припинення насилля, більше того — частина співробітників брала безпосередню участь у бойових діях на стороні грецьких націоналістів.
Зважаючи на безпорадність офіційної влади Кіпру, підрозділи армії Турецької республіки почали демонстрацію сил, позначаючи намір втрутитися у конфлікт. Вдень літаки турецьких повітряних сил на низьких висотах зробили прольоти над Нікосією, а ввечері надійшла звістка, що турецькі військові кораблі ввійшли у порт північного міста Кіренія. Все вказувало на те, що незабаром Туреччина розпочне військову операцію на підставі Договору про Гарантії, за яким вона виступала гарантом безпеки турецької меншини острова Кіпр.
Президент Макаріос, наляканий загрозою турецького вторгнення, та віце-президент Куджук, який хотів хоча б тимчасового припинення насилля над турками-кіпріотами, домовилися про чергове перемир'я. Забезпечити припинення бойових дій мали британські військовослужбовці з розташованих на острові військових баз.

### 26 грудня
Станом на 06:30 ранку уряд Республіки Кіпр погодився на те, що всі військові підрозділи Греції та Туреччини, які базувалися на острові відповідно до умов Договору про Гарантії підпорядковуються британським військовим. Втім, особовий склад цих підрозділів не брав участі у миротворчій операції, єдиним виключенням стали офіцери — їх включали до складу трьохсторонніх патрулів.
Почалося підготовка до розгортання британських миротворців на території острова.

### Події кінця грудня 1963
28 грудня була погоджена лінія розмежування у Нікосії, а 30 грудня почалося розгортання британській миротворців. Незважаючи на початок операції насилля не вщухало — у англійців просто не було достатньо військ аби забезпечити безпеку турецькому населенню, розпорошеному по всьому острові. Залишалася загроза турецького військового втручання і саме тут на допомогу грекам прийшов СРСР, який застеріг Туреччину від військового втручання.

### Січень— серпень 1964
У січні Британія направила додаткові підрозділи на Кіпр для посилання миротворчих сил, однак попри це вони все одно не могли гарантувати безпеку турецькому населенню острова. Наприклад, 6 лютого британський патруль став свідком нападу грецьких парамілітарних підрозділів на турецьку частину селища Айзос Созоменос, але через брак сил та засобів не міг нічого вдіяти.
13 лютого греки при підтримці танків атакували турецький квартал у місті Лімасол, в ході кількагодинного бою загинуло 16 осіб, 35 отримало поранення. 15 лютого у газеті «Daily Telegraph» так описували ці події: «… справжня військова операція, яку грецькі кіпріоти розпочали учора вранці проти шести тисяч жителів турецького кварталу. Представник уряду греко-кіпрської влади визнав це офіційно. Важко уявити, як грецькі та турецькі громади зможуть співпрацювати після цих подій».
Після цього спалаху насилля стало зрозуміло, що необхідний більш потужний миротворчий формат. США та Британія запропонували проведення миротворчої операції силами НАТО, але влада Кіпру виступила із запереченнями, оскільки Макаріос побоювався перетворення Кіпру на «велику базу НАТО». Позицію Макаріоса підтримав Радянський Союз та його сателіти. Більше того, грецька сторона почала отримувати боєприпаси та зброю радянського виробництва, яка вже через місяць була задіяна проти турків у місті Пафос. Гуманітарну та технічну допомогу офіційній владі Кіпру надавали також Німецька Демократична Республіка та Чехословаччина.
У підсумку дипломатичні зусилля провідних країн світу погодили розміщення на острові Кіпр миротворчого контингенту ООН, який почав своє розгортання 25 березня 1964. На острів прибуло 6400 військових з дев'яти країн світу.
У квітні велися бойові дії між греками та турками коло замку Святого Іларіона, зараз в тих місцях розміщена база батальйону спеціального призначення Північного Кіпру. Але в цілому рівень насилля зменшувався — у травні 1964 загинуло всього 11 осіб, 13 отримало поранення. Наступний великий спалах насилля стався у серпні 1964 коло селища Коккіна, але після авіаційного удару ВПС Туреччини грецькі сили припинили наступ і відновилося перемир'я.

## Наслідки
Наслідками насилля 1963—1964 років стало:
- Розмежування двох громад Кіпру і створення демілітаризованої зони
- Розміщення миротворчого контингенту ООН
- Усунення представників турецької громади від участі в роботі державних установ Кіпру, після подій держава Республіка Кіпр представляє лише одну громаду острова
- Створення турецькою громадою власної адміністрації для управління анклавами
- Примусове виселення турецького населення з місць постійного проживання у анклави та знищення ряду турецьких сіл, наприклад селище Коккіна[26]
- В результаті бойових дій загинуло загинуло 364 кіпріотів-турків і 174 кіпріотів-греків, свої домівки втратило від 18 000 до 25 000 турків-кіпріотів, та приблизно 1200 греків-кіпріотів.

### Погляд грецької громади
В офіційному та історіографічному вжитку для ідентифікації подій 1963-64 років використовується термін Tourkantarsia — турецький бунт чи турецький заколот. Таке найменування відповідає головному мотиву грецького висвітлення Кіпрської кризи — що конфлікт розпочався у 1974 з вторгнення турецьких військ і в нього немає передісторії міжетнічного насилля.
Тому греки-кіпріоти та вірмени-кіпріоти, які були змушені покинути свої домівки під час подій 1963-64 офіційно класифікуються не як «біженці», а як Tourkoplihtoi — «ті, кого вдарили турки».
На неофіційному рівні серед греків-кіпріотів існує точка зору, що насилля грудня 1963 року було організовано та спровоковано високопосадовцями республіки Кіпр, а саме — першим президентом архієпископом Макаріосом, міністром внутрішніх справ Йоркаджисом (Yiorkadjis) та іншими в рамках плану Аквітас.

### Погляд турецької громади
У турецьких джерелах події 1963—1964 років розглядають як цілеспрямовану акцію, сплановану та організовану чинною владою Республіки Кіпр — президентом Макаріосом, міністром внутрішніх справ Йоркаджисом та спікером парламенту, направлену на усунення турецького представництва у органах влади та проведення етнічних чисток на острові задля енозісу — возз'єднання з Грецією.

### Пам'ять
Щорічно, 21 грудня, турецька громада Кіпру вшановує пам'ять про суспільну трагедію — Криваве різдво 1963. Офіційно заходи називаються «тиждень пам'яті» і «пам'ять про мучеників боротьби 1963—1974 років». Грецька громада Кіпру, як офіційно так і неофіційно ігнорує та уникає відзначання річниці цих подій.